# 柳奈津子
柳 奈津子（やなぎ なつこ、1977年6月 - ）は、日本の看護学者である。現在群馬大学医学部保健学科看護学専攻講師。専門は基礎看護学。

## 経歴
- 1990年3月　北里大学看護学部看護科卒業
- 1997年3月　北里大学大学院看護学研究科健康看護学科修了
- 1997年4月　群馬大学医学部保健学科助手
- 2003年4月　群馬大学医学部保健学科講師

## 専門分野
基礎看護技術（リラクゼーション）
- リラクセーション、アロマセラピー、感覚環境

## 著書・論文

### 著書
- 『看護ケアに役立つリラクセーション法（DVD教材）』（医学映像教育センター、2005年）
- 『看護ケアに役立つ指圧マッサージ(DVD教材)』（医学映像社、2005年）
- 『アロマセラピー入門』（日本看護協会出版会、2010年）

### 論文
- 『看護における補完代替療法(CAM)の教育・研究・実践』（日本看護科学学会、2005年）
- 『腹臥位における生理的反応　健常高齢者の脳波・心拍変動の解析から』（日本看護研究学会、2001年）
- 『意図的タッチによってもたらされる生理的・情緒的反応に関する研究』（日本看護研究学会、2005年）
- 『補完代替療法から統合医療への流れ　ケアの時代の健康の護り方・高め方を見据えて看護療法としての積極的健康生成法を考える』（北関東医学 、2005年）

等

### 所属学会
- 北関東医学会
- 日本看護技術学会
- 日本看護研究学会
- 日本看護科学学会
- 日本アロマセラピー学会
- 看護における指圧マッサージ研究会
- 日本ホリスティックナーシング研究会